# Mainardo I di Hohenzollern-Sigmaringen
Mainardo I di Hohenzollern-Sigmaringen (Monaco di Baviera, 1605 – Sigmaringen, 30 gennaio 1681) è stato principe di Hohenzollern-Sigmaringen dal 1638 al 1681.

## Biografia

### Infanzia
Mainardo I era figlio del principe Giovanni di Hohenzollern-Sigmaringen (1578-1638) e della contessa Giovanna di Hohenzollern-Hechingen (1581-1634). Egli nacque a Monaco di Baviera dove suo padre Giovanni era presidente del consiglio privato del duca Massimiliano di Baviera.

### Matrimonio
Mainardo si sposò con Anna Maria di Toerring-Seefeld (1613-1682).

### Carriera militare
Sin dalla giovane età la sua vita venne segnata dalla Guerra dei Trent'anni. All'età di 17 anni prestò servizio nell'esercito bavarese e sotto il comando di Tilly prese parte alla Battaglia di Lutter. Più tardi combatté contro gli insorti protestanti in Austria sotto il maresciallo von Pappenheim. A seguito di questo ruolo preminente, Mainardo venne nominato consigliere dell'elettore di Baviera.
Nel 1632, nell'ambito degli scontri europei, la Svezia aveva occupato il castello di Sigmaringen ed aveva in gran parte distrutto la città. Mainardo I ottenne il principato alla morte del padre nel 1638 e ben presto si impegnò attivamente per la ricostruzione della città che si concluse tra il 1658 ed il 1689, facendo restaurare anche il locale castello distrutto per ordine del generale Horn al comando della compagnia di inglesi inviata sul posto da Oliver Cromwell.

### Morte
Mainardo I morì il 30 gennaio 1681, ma stabilì nel suo testamento che il suo primogenito avrebbe ereditato il principato di Sigmaringen, mentre il suo secondogenito avrebbe ottenuto la contea di Haigerloch che venne pertanto nuovamente divisa dal principato originario.

## Discendenza
Mainardo I e Anna Maria di Toerring-Seefeld ebbero i seguenti eredi:
- Massimiliano (1636-1689), Principe di Hohenzollern-Sigmaringen
- Giovanni Carlo (*/† 1637)
- Maria Anna(*/† 1638)
- Ferdinando Francesco (1639−1662), ucciso in un incidente di caccia
- Maria Giovanna (1640–1707), priora dell'abbazia di Inzigkofen
- Mainardo (1641–1642)
- Cristoforo (*/† 1642)
- Ignazio (*/† 1643)
- Maria Maddalena (1643–1663)
- Maria Menodora (1644–1664), monaca
- Maria Caterina (*/† 1645)
- Maria Teresa (*/† 1647)
- Giovanni Mainardo (*/† 1648)
- Maria Francesca (1649–1712), priora dell'abbazia di Inzigkofen
- Giovanni Felice (*/† 1651)
- Anna Maria (1654–1678), sposò nel 1672 il conte Anton Eusebius von Königsegg-Aulendorf (1639–1692
- Francesco Antonio (1657-1702), Principe di Hohenzollern-Haigerloch

## Ascendenza
|                                               |                                   |                                               | Genitori                                              |  |  | Nonni |  |  | Bisnonni                   |  |  | Trisnonni                              |  |
|                                               |                                   |                                               |                                                       |  |  |       |  |  | 8. Carlo I di Hohenzollern |  |  | 16. Eitel Federico III di Hohenzollern |  |
|                                               |                                   |                                               |                                                       |  |  |       |  |  | 8. Carlo I di Hohenzollern |  |  | 16. Eitel Federico III di Hohenzollern |  |
|                                               |                                   | 17. Giovanna di Witthem                       |                                                       |  |  |       |  |  | 8. Carlo I di Hohenzollern |  |  |                                        |  |
| 4. Carlo II di Hohenzollern-Sigmaringen       |                                   |                                               |                                                       |  |  |       |  |  | 8. Carlo I di Hohenzollern |  |  |                                        |  |
|                                               |                                   | 9. Anna di Baden-Durlach                      | 18. Ernesto di Baden-Durlach                          |  |  |       |  |  |                            |  |  |                                        |  |
|                                               |                                   | 9. Anna di Baden-Durlach                      | 18. Ernesto di Baden-Durlach                          |  |  |       |  |  |                            |  |  |                                        |  |
|                                               |                                   | 9. Anna di Baden-Durlach                      | 19. Elisabetta di Brandeburgo-Ansbach-Kulmbach        |  |  |       |  |  |                            |  |  |                                        |  |
| 2. Giovanni di Hohenzollern-Sigmaringen       |                                   | 9. Anna di Baden-Durlach                      |                                                       |  |  |       |  |  |                            |  |  |                                        |  |
|                                               |                                   | 10. Federico V di Oettingen-Wallerstein       | 20. Luigi XV di Oettingen                             |  |  |       |  |  |                            |  |  |                                        |  |
|                                               |                                   | 10. Federico V di Oettingen-Wallerstein       | 20. Luigi XV di Oettingen                             |  |  |       |  |  |                            |  |  |                                        |  |
|                                               |                                   | 10. Federico V di Oettingen-Wallerstein       | 21. Maria Salomè di Hohenzollern                      |  |  |       |  |  |                            |  |  |                                        |  |
| 5. Eufrosina di Oettingen-Wallerstein         |                                   | 10. Federico V di Oettingen-Wallerstein       |                                                       |  |  |       |  |  |                            |  |  |                                        |  |
|                                               |                                   | 11. Eufrosina di Oettingen-Flochberg          | 22. Martino di Oettingen-Flochberg                    |  |  |       |  |  |                            |  |  |                                        |  |
|                                               |                                   | 11. Eufrosina di Oettingen-Flochberg          | 22. Martino di Oettingen-Flochberg                    |  |  |       |  |  |                            |  |  |                                        |  |
|                                               |                                   | 11. Eufrosina di Oettingen-Flochberg          | 23. Anna di Leuchtenberg                              |  |  |       |  |  |                            |  |  |                                        |  |
| 1. Mainardo I di Hohenzollern-Sigmaringen     |                                   | 11. Eufrosina di Oettingen-Flochberg          |                                                       |  |  |       |  |  |                            |  |  |                                        |  |
|                                               | 12. Carlo I di Hohenzollern (= 8) | 24. Eitel Federico III di Hohenzollern (= 16) |                                                       |  |  |       |  |  |                            |  |  |                                        |  |
|                                               | 12. Carlo I di Hohenzollern (= 8) | 24. Eitel Federico III di Hohenzollern (= 16) |                                                       |  |  |       |  |  |                            |  |  |                                        |  |
|                                               | 12. Carlo I di Hohenzollern (= 8) | 25. Giovanna di Witthem (= 17)                |                                                       |  |  |       |  |  |                            |  |  |                                        |  |
| 6. Eitel Federico I di Hohenzollern-Hechingen | 12. Carlo I di Hohenzollern (= 8) |                                               |                                                       |  |  |       |  |  |                            |  |  |                                        |  |
|                                               |                                   | 13. Anna di Baden-Durlach (= 9)               | 26. Ernesto di Baden-Durlach (= 18)                   |  |  |       |  |  |                            |  |  |                                        |  |
|                                               |                                   | 13. Anna di Baden-Durlach (= 9)               | 26. Ernesto di Baden-Durlach (= 18)                   |  |  |       |  |  |                            |  |  |                                        |  |
|                                               |                                   | 13. Anna di Baden-Durlach (= 9)               | 27. Elisabetta di Brandeburgo-Ansbach-Kulmbach (= 19) |  |  |       |  |  |                            |  |  |                                        |  |
| 3. Giovanna di Hohenzollern-Hechingen         |                                   | 13. Anna di Baden-Durlach (= 9)               |                                                       |  |  |       |  |  |                            |  |  |                                        |  |
|                                               |                                   | 14. Froben Cristoforo di Zimmern              | 28. Giovanni Guarniero di Zimmern                     |  |  |       |  |  |                            |  |  |                                        |  |
|                                               |                                   | 14. Froben Cristoforo di Zimmern              | 28. Giovanni Guarniero di Zimmern                     |  |  |       |  |  |                            |  |  |                                        |  |
|                                               |                                   | 14. Froben Cristoforo di Zimmern              | 29. Caterina di Erbach                                |  |  |       |  |  |                            |  |  |                                        |  |
| 7. Sibilla di Zimmern                         |                                   | 14. Froben Cristoforo di Zimmern              |                                                       |  |  |       |  |  |                            |  |  |                                        |  |
|                                               |                                   | 15. Cunegonda di Eberstein                    | 30. Guglielmo IV di Eberstein                         |  |  |       |  |  |                            |  |  |                                        |  |
|                                               |                                   | 15. Cunegonda di Eberstein                    | 30. Guglielmo IV di Eberstein                         |  |  |       |  |  |                            |  |  |                                        |  |
|                                               |                                   | 15. Cunegonda di Eberstein                    | 31. Giovanna di Hanau-Lichtenberg                     |  |  |       |  |  |                            |  |  |                                        |  |
|                                               |                                   | 15. Cunegonda di Eberstein                    |                                                       |  |  |       |  |  |                            |  |  |                                        |  |